# 魯褒
鲁褒（?—?），字元道，晋朝南阳郡（今河南省南阳市）人。
鲁褒好学博闻，以贫素自立，一生不出仕。晋惠帝元康年间之后，朝纲大坏，贿赂横行。鲁褒痛恨当时的贪鄙，伤于时弊，于是隐姓埋名，著《钱神论》来非难当时的风气，世传其文。后鲁褒不知所终。

## 延伸阅读
[在维基数据编辑]
 《晉書·卷094》，出自房玄齡《晉書》